# Amabela carsinodes
Amabela carsinodes är en fjärilsart som beskrevs av George Francis Hampson 1924. Amabela carsinodes ingår i släktet Amabela och familjen nattflyn. Inga underarter finns listade i Catalogue of Life.